# All In (2023)
All In (2023), também promovido como All In London at Wembley Stadium, foi o segundo evento All In de luta profissional em pay-per-view (PPV). Foi a primeira edição do evento a ser produzida pela All Elite Wrestling (AEW) depois que o All In inaugural foi realizado de forma independente em setembro de 2018, que posteriormente inspirou a formação da AEW em janeiro de 2019. O evento aconteceu durante o fim de semana do feriado bancário de agosto no Reino Unido, em 27 de agosto de 2023, no Estádio de Wembley, em Londres, Inglaterra. Isso marcou a estreia da AEW no Reino Unido, seu primeiro evento PPV realizado fora da América do Norte e o primeiro evento da empresa a ser realizado inteiramente em um estádio de futebol da associação.
Onze lutas foram disputadas no evento, incluindo duas no pré-show Zero Hour. No evento principal, MJF derrotou Adam Cole para reter o Campeonato Mundial da AEW. Em outras lutas importantes, Saraya derrotou o atual campeão Hikaru Shida, Toni Storm e Dr. Britt Baker, D.M.D. em uma luta four-way para vencer o Campeonato Mundial Feminino da AEW, FTR (Dax Harwood e Cash Wheeler) derrotaram The Young Bucks (Matt Jackson e Nick Jackson) para reter o Campeonato Mundial de Duplas da AEW, Eddie Kingston, Penta El Zero Miedo, Best Friends (Chuck Taylor e Trent Beretta) e Orange Cassidy derrotaram Blackpool Combat Club (Claudio Castagnoli, Jon Moxley e Wheeler Yuta), Mike Santana e Ortiz em uma partida Stadium Stampede, e na luta de abertura, CM Punk derrotou Samoa Joe para reter o "Campeonato Mundial Real".
All In London marcou o primeiro evento de luta livre profissional a ser realizado no atual Estádio de Wembley, com o próprio estádio promovendo-o como parte do 100º aniversário de Wembley. AEW posteriormente promoveu o evento como o primeiro evento de luta livre profissional no local em mais de 30 anos, após o SummerSlam da WWE em 1992, que foi realizado no Estádio de Wembley original. O evento estabeleceu o novo recorde de público e receita da AEW apenas no primeiro dia de vendas, quebrando o recorde anterior do Grand Slam de 2021 de 20.177 fãs e o recorde do Forbidden Door de 2023 de US$ 1,2 milhão. Seu número final de público de 81.034 quebrou o recorde de público pago para um evento de luta livre profissional, ultrapassando o recorde da WrestleMania 32 de 80.709. É o terceiro maior público geral na história da luta profissional, atrás dos dias 1 e 2 do Collision in Korea, eventos co-promovidos pela New Japan Pro-Wrestling e World Championship Wrestling. O evento gerou a receita recorde de live gate para um evento de luta livre profissional não-WWE de mais de US$ 10 milhões, quebrando o recorde anterior do Collision in Korea dia 2 de US$ 8,5 milhões.

## Produção

### Conceito

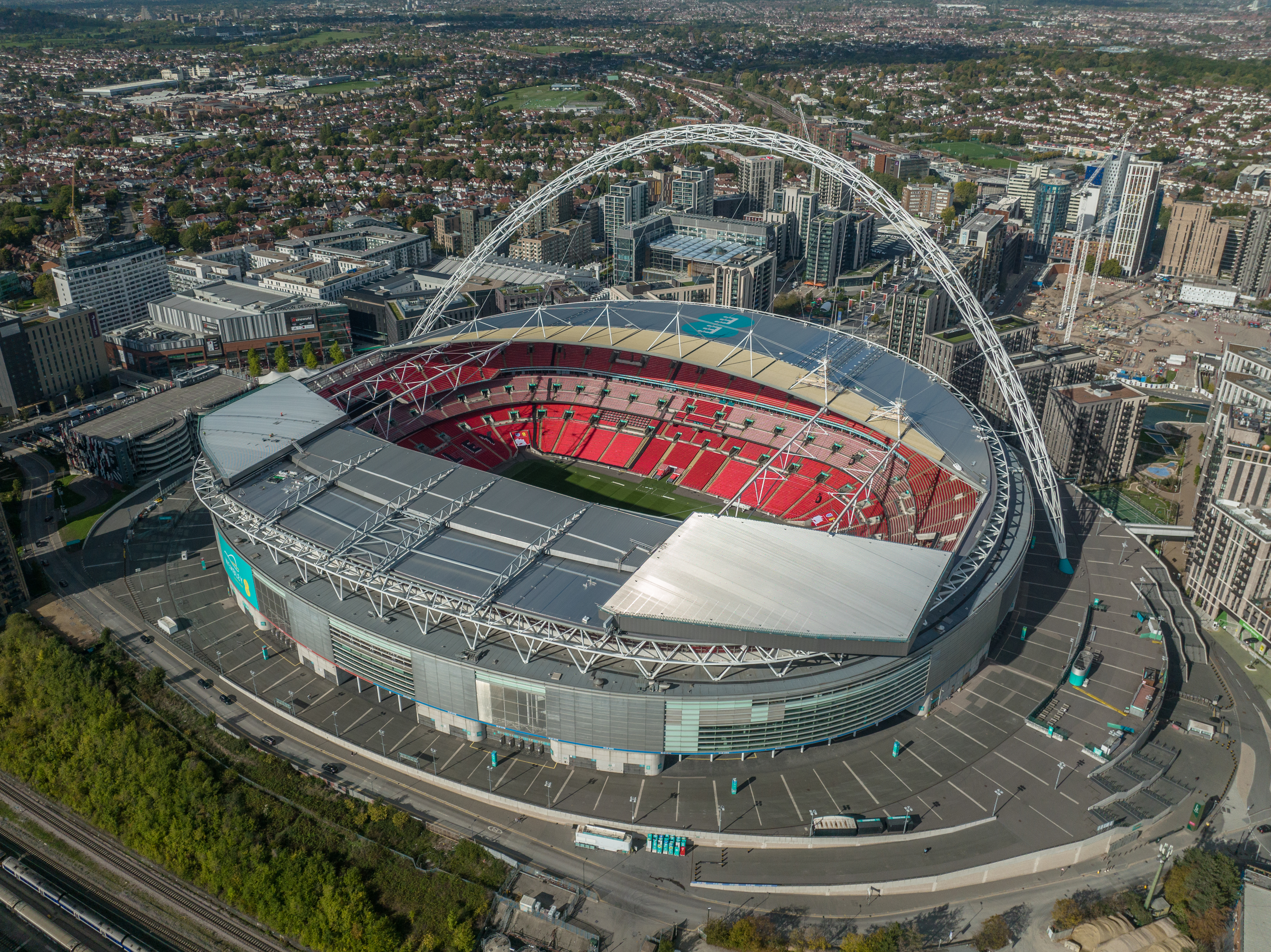
Vista aérea do Wembley Stadium

O All In inaugural foi um pay-per-view (PPV) produzido de forma independente, promovido pelos membros da The Elite em associação com a Ring of Honor (ROH) e realizado em setembro de 2018 na Sears Center Arena (agora Now Arena) em Hoffman Estates, Illinois. O evento foi notável por ser o primeiro evento de wrestling profissional não promovido pela WWE ou World Championship Wrestling nos Estados Unidos a vender 10.000 ingressos desde 1993. O sucesso do show levaria à formação da promoção americana de wrestling profissional All Elite Wrestling (AEW) alguns meses depois, em janeiro de 2019. No primeiro aniversário do All In, a AEW estabeleceu um sucessor espiritual intitulado All Out. Em março de 2022, o presidente da AEW, Tony Khan, anunciou a compra da ROH, por sua vez, obtendo os direitos do All In, que pertenciam à ROH.

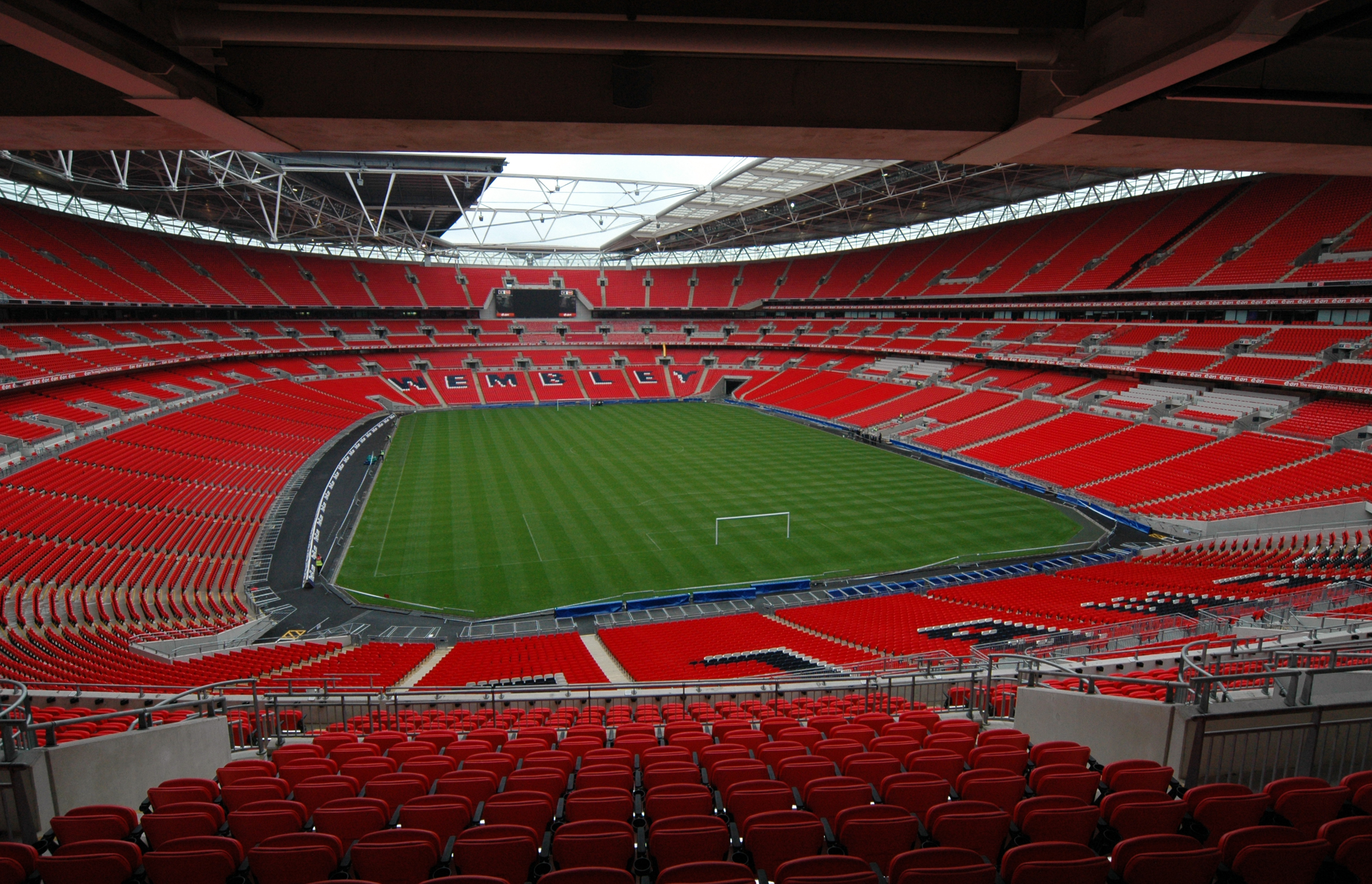
Interior do Wembley Stadium

No episódio de 5 de abril de 2023 do Dynamite, a AEW anunciou que iria reviver o nome All In para um PPV a ser realizado no Wembley Stadium em Londres, Inglaterra em 27 de agosto, intitulado "All In London at Wembley Stadium". O evento marcará a estreia da AEW no Reino Unido e será o primeiro PPV da promoção a ser realizado fora da América do Norte. A AEW planejou originalmente sediar o Fyter Fest 2020 como um PPV em Londres na vizinha Wembley Arena, que teria sido a estreia da promoção no Reino Unido, mas a pandemia de COVID-19 descartou esses planos. Isso também marca o primeiro evento de wrestling profissional a ser realizado no atual Wembley Stadium, com a AEW promovendo o evento como o primeiro em mais de 30 anos no local, após o SummerSlam da WWE em 1992, que foi realizado no antigo Wembley Stadium. Este também será o primeiro evento da AEW a ser realizado em um estádio de futebol.
Os ingressos foram colocados à venda em 5 de maio de 2023. Durante a pré-venda em 2 de maio, o show vendeu mais de 36.000 ingressos, arrecadando US$4,7 milhões em receita, estabelecendo os recordes da AEW de público e bilheteria. Esses números chegaram a mais de 43.000 e US$5,7 milhões, respectivamente, no dia seguinte. Após o início das vendas em 5 de maio, a venda de ingressos atingiu 60.000, com receita de US$7,7 milhões.

### Rivalidades
O All In London at Wembley Stadium contará com lutas de luta wrestling profissional que envolvem diferentes lutadores de rivalidades e histórias pré-existentes. Os lutadores retratam heróis, vilões ou personagens menos distinguíveis em eventos que criam tensão e culminam em uma luta ou uma série de lutas. As histórias são produzidas nos programas de televisão semanais da AEW, Dynamite e Rampage.
Em junho, Campeonato Mundial da AEW MJF começou uma rivalidade com Adam Cole, que ele enfrentou no episódio de 14 de junho de "Dynamite" em uma partida Eliminator do Campeonato Mundial, que terminou em um empate de 30 minutos, eliminando Cole de uma futura luta pelo campeonato. Os dois foram então colocados juntos no Blind Eliminator Tournament para receber uma luta Campeonato Mundial de Duplas da AEW em 29 de julho de 2023, episódio de Collision. Eles ganharam o torneio, mas não conseguiu ganhar os títulos de tag team. Durante esse tempo, MJF e Cole se tornariam amigos, e MJF prometeu a Cole que, independentemente do resultado do torneio, ele daria a Cole uma luta pelo AEW World Championship. No episódio de 2 de agosto de "Dynamite", MJF cumpriu sua promessa, dando a Cole um contrato que agendava a luta pelo campeonato como o evento principal do All In.

## Resultados
| Nº                                          | Resultados | Estipulações                                                   | Tempo |
| ------------------------------------------- | --- | -------------------------------------------------------------- | ----- |
| Pré- show                                   | Better Than You Bay Bay MJF e Adam Cole derrotaram Aussie Open (Mark Davis e Kyle Fletcher) (c) | Luta de duplas pelo Campeonato Mundial de Duplas da ROH        | 7:45  |
| Pré- show                                   | Hook derrotou Jack Perry (c) | Luta individual pelo FTW Championship                          | 8:20  |
| 1                                           | CM Punk (c) derrotou Samoa Joe | Luta individual pelo "Campeonato Mundial de Verdade"           | 14:00 |
| 2                                           | Konosuke Takeshita e Bullet Club Gold (Juice Robinson e Jay White) derrotaram The Golden Elite (Kota Ibushi, Kenny Omega, e "Hangman" Adam Page)                                                      | Luta de duplas de seis homens                                  | 20:30 |
| 3                                           | FTR (Dax Harwood e Cash Wheeler) (c) derrotaram The Young Bucks (Matt Jackson e Nick Jackson) | Luta de duplas pelo Campeonato Mundial de Duplas da AEW        | 21:45 |
| 4                                           | Eddie Kingston, Orange Cassidy, Best Friends (Chuck Taylor e Trent Beretta), e Penta El Zero Miedo derrotaram Blackpool Combat Club (Jon Moxley, Claudio Castagnoli, e Wheeler Yuta), Santana e Ortiz | Stadium Stampede match                                         | 21:30 |
| 5                                           | Saraya derrotou Hikaru Shida (c), Toni Storm, e Dr. Britt Baker, D.M.D. | Luta Four-way pelo Campeonato Mundial Feminino da AEW          | 8:50  |
| 6                                           | Darby Allin e Sting derrotaram Swerve Strickland e Christian Cage (com Prince Nana) | Luta de duplas Coffin match                                    | 16:00 |
| 7                                           | Will Ospreay (com Don Callis) derrotou Chris Jericho | Luta individual                                                | 14:55 |
| 8                                           | Billy Gunn e The Acclaimed (Anthony Bowens e Max Caster) derrotaram House of Black (Malakai Black, Buddy Matthews, e Brody King) (c) (com Julia Hart)                                                 | Six-man tag team match pelo Campeonato Mundial de Trios da AEW | 10:50 |
| 9                                           | MJF (c) derrotou Adam Cole | Luta individual pelo Campeonato Mundial da AEW                 | 29:00 |
| (c) – Refere-se aos campeões antes da luta. | |                                                                |       |